# NGC 4395

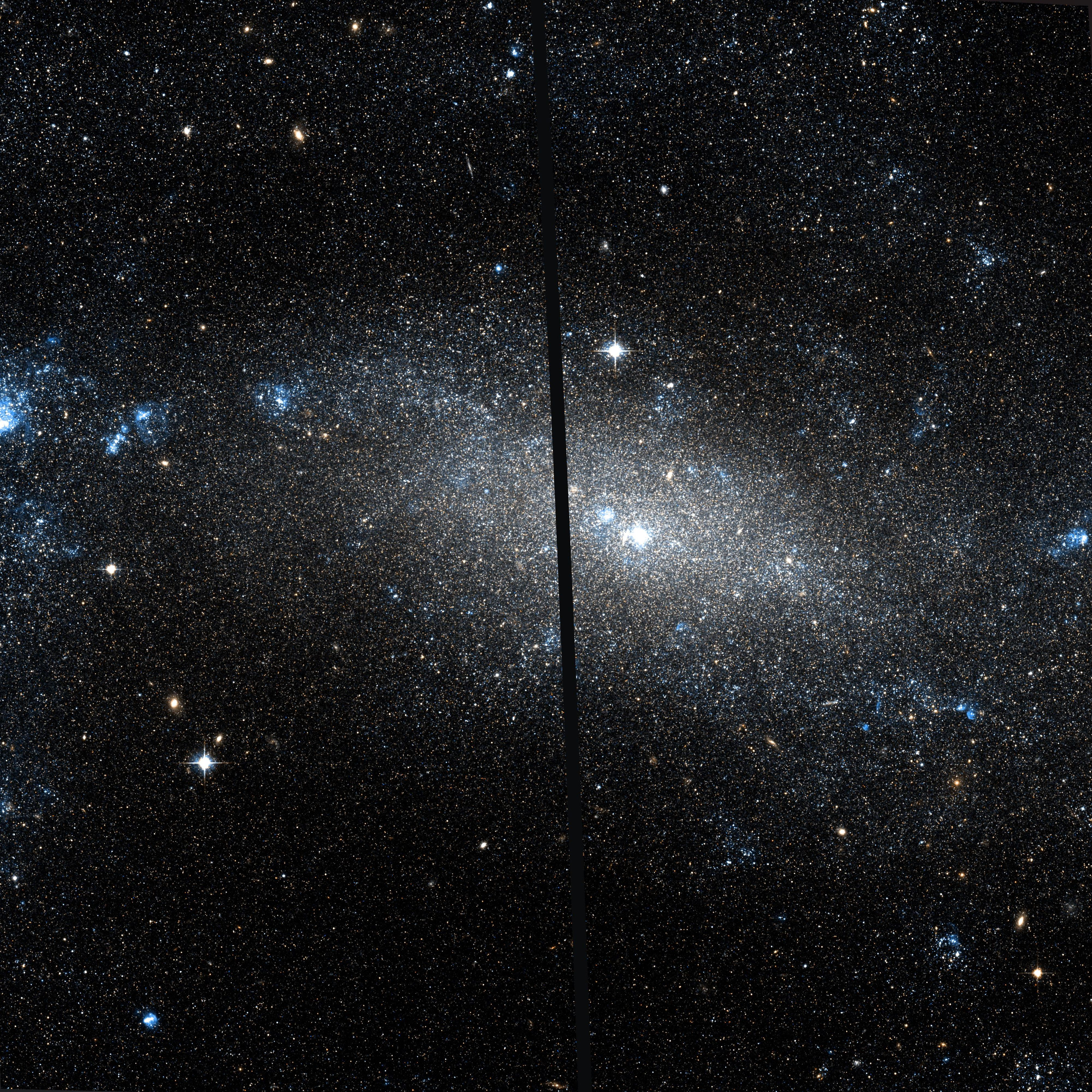
ハッブル宇宙望遠鏡による画像

NGC 4395は、直径約8分の銀河ハローを持つ低表面輝度の渦巻銀河である。北西から南東にかけて、いくつかの幅広い明るい領域が走っている。そのうち、最も南東にあるものが最も明るい。3つのパッチは、それぞれのNGCを持っており、東から西に向かって、4401、4400、4399が割り当てられている。
NGC 4395の核は活性であり、この銀河はセイファート銀河に分類される。質量が正確に決定されている最小の超大質量ブラックホールの1つを含むことで知られている。中央のブラックホールの質量は「たった」30万太陽質量であるため、いわゆる「中間質量ブラックホール」とも呼ばれている。